# Pocahontas (Misuri)
Pocahontas es un pueblo ubicado en el condado de Cape Girardeau en el estado estadounidense de Misuri. En el Censo de 2010 tenía una población de 114 habitantes y una densidad poblacional de 427,34 personas por km².

## Geografía
Pocahontas se encuentra ubicado en las coordenadas 37°30′6″N 89°38′24″O / 37.50167, -89.64000. Según la Oficina del Censo de los Estados Unidos, Pocahontas tiene una superficie total de 0.27 km², de la cual 0.27 km² corresponden a tierra firme y (0%) 0 km² es agua.

## Demografía
Según el censo de 2010, había 114 personas residiendo en Pocahontas. La densidad de población era de 427,34 hab./km². De los 114 habitantes, Pocahontas estaba compuesto por el 99.12% blancos, el 0.88% eran afroamericanos, el 0% eran amerindios, el 0% eran asiáticos, el 0% eran isleños del Pacífico, el 0% eran de otras razas y el 0% pertenecían a dos o más razas. Del total de la población el 0% eran hispanos o latinos de cualquier raza.